# 吳綱 (曹魏)
吳綱（？—？），中国三国時代曹魏武将，諸葛誕的長史，前漢吳芮的十六世孫。
甘露二年（257年）諸葛誕反對司馬昭起兵，派遣长史吴纲和兒子諸葛靓至孫吴请救。《世说新語》记载黄初七年（226年）吴民盗掘长沙王吴芮墓。住民使用其中的砖瓦，在臨湘建孫堅之廟。吴芮遺体容貌如生前，衣装不朽。後年，参加盗掘的一人见到吳綱，说：「你长得像长沙王吴芮，就是矮了一点」。吳綱听到后大驚：「是我的先祖。你怎么见到的」。那人告知情由、吳綱问「重新埋葬了吗？」那人回答「当即埋葬了」。自吴芮卒年至墓冢盗掘，四百馀年。小説《三國演義》第111回吳綱登場，至孫吴请救後，吴纲回寿春报知诸葛诞。